# Punta Marguareis
Punta Marguareis lub Marguarèis – szczyt w Alpach Liguryjskich. Leży na granicy między Włochami (Piemont) a Francją (Prowansja-Alpy-Lazurowe Wybrzeże). Szczyt można zdobyć ze schronisk: Rifugio Garelli (1990 m), Rifugio Don Barbera (2070 m) i Capanna Saracco-Volante (2220 m). Jest to najwyższy szczyt Alp Liguryjskich.
Pierwszego wejścia dokonał Lorenzo Pareto w 1832 r.